# چارلز میلتون بل
چارلز میلتون بل (به انگلیسی: Charles Milton Bell)
 یک عکاس آمریکایی بود که به خاطر پرتره‌هایش از بومیان آمریکا و دیگر چهره‌های ایالات متحده در اواخر دهه ۱۸۰۰ شهرت پیدا کرد. کتابخانه کنگره او را «یکی از عکاسان برجسته پرتره واشینگتن در ربع آخر قرن نوزدهم» نامید.
بل جوانترین عضو خانواده، عکاس بود که در دهه‌های ۱۸۶۰ و ۱۸۷۰ یک استودیو در واشینگتن دی. سی. داشت. او استودیوی خانوادگی بل اند برادرز را بر عهده گرفت و در سال ۱۸۷۳ استودیوی خود را با نام سی. ام. بل راه‌اندازی کرد.
بل با فردیناند واندویر هایدن کار کرد که بومیان آمریکایی را به استودیوی بل می‌فرستاد تا پرتره‌هایشان را بگیرد. بل همچنین برای وزارت کشور و اداره قوم‌شناسی آمریکا از بومیان آمریکا عکس می‌گرفت و در آنجا به عکاسان داخلی کمک می‌کرد.

## زندگی شخصی
بل با آنی کولی ازدواج کرد و آنها صاحب دو فرزند به نام های چارلز میلتون بل و کولی وود بل شدند. او در قبرستان اوک هیل در واشینگتن دی سی به خاک سپرده شد.

## میراث
پس از مرگ بل در سال ۱۸۹۳، همسرش به همراه پسرانش به اداره استودیو ادامه داد. در اوایل دهه ۱۹۰۰ به آتا و کانینگهام فروخته شد که نام اصلی استودیو را حفظ کردند. نگاتیوها به آی. ام. بویس فروخته شد و تصاویر بومیان آمریکایی را به الکساندر گراهام بل و تعدادی را به دفتر قوم‌شناسی آمریکایی فروخت. از آنجا آنها متعلق به انجمن ژنتیک آمریکا بودند، به کتابخانه کنگره اهدا شد. مجموعه استودیوی سی ام بل ۳۰۰۰۰ نگاتیو شیشه‌ای از سال ۱۸۷۳ تا ۱۹۱۶ در کتابخانه کنگره نگهداری می‌شود که توسط استودیو و جانشینان آن ساخته شده است.